# Тихоокеанський Північний Захід
45°49′44″ пн. ш. 120°19′20″ зх. д. / 45.8288° пн. ш. 120.32227° зх. д.
Тихоокеанський Північний Захід (англ. Pacific Northwest; скор.: PNW) — географічний та культурний регіон в західній частині Північної Америки. Обмежується узбережжям Тихого океану на заході та Скелястими горами на сході. До регіону включають території США (штати Вашингтон та Орегон) та Канади (провінція Британська Колумбія). Тихоокеанський Північний Захід як культурний регіон межує з культурами індіанців Субарктики (на півночі та сході), Плато (на сході) та Каліфорнії (на півдні).

## Каскадія
Каскадія (Cascadia) — термін, що вживається у двох основних значеннях: 
1. Тихоокеанський Північний Захід як біорегіон;
2. назва можливого державного утворення на територіях США та Канади і відповідного сепаратистського руху.

Деякі ширші визначення включають до складу Каскадії території від Південно-Східної Аляски до Північної Каліфорнії, а також частини Айдахо, Західної Монтани, Вайомінгу та Юкону.

## Галерея

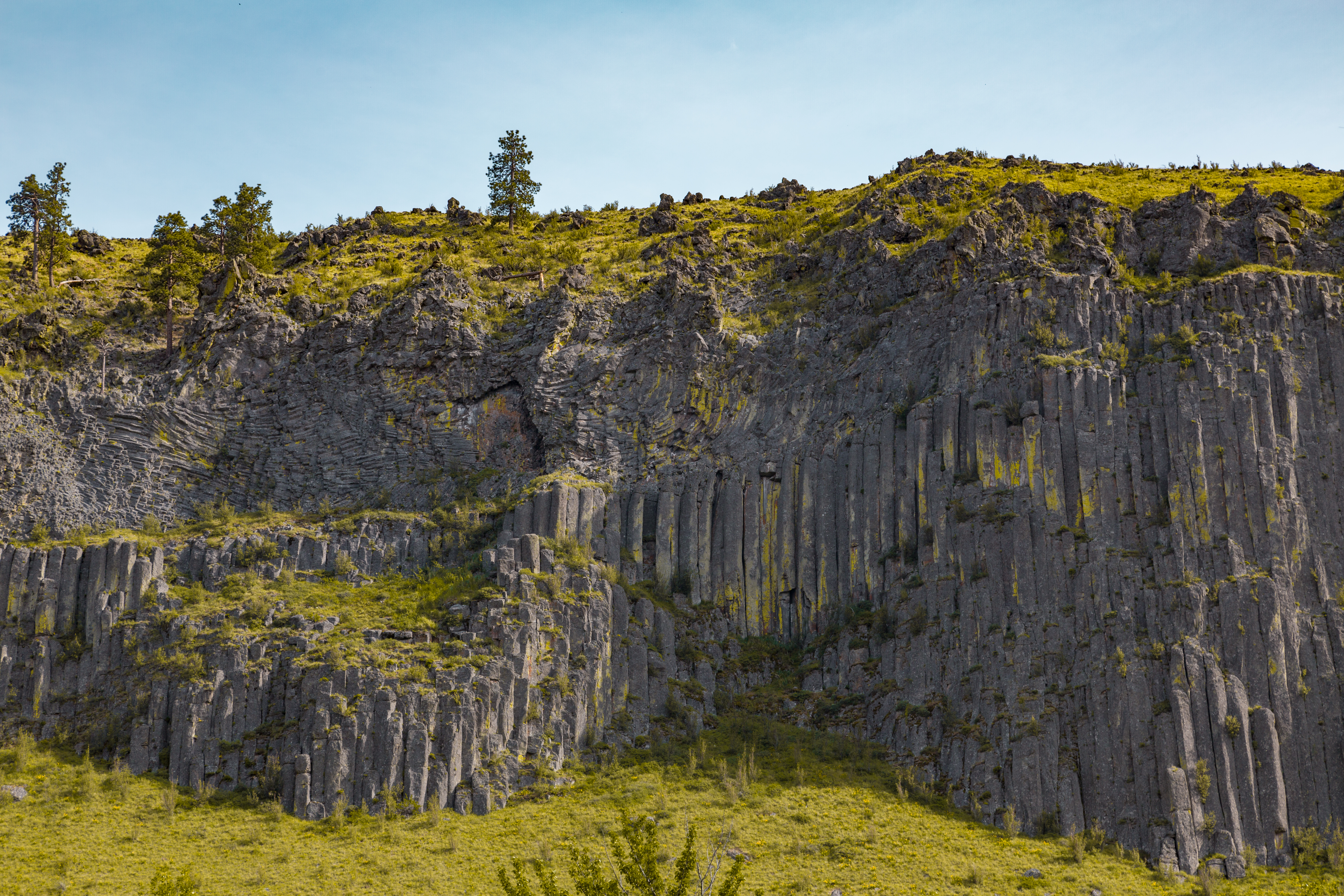
Начес (Вашингтон)
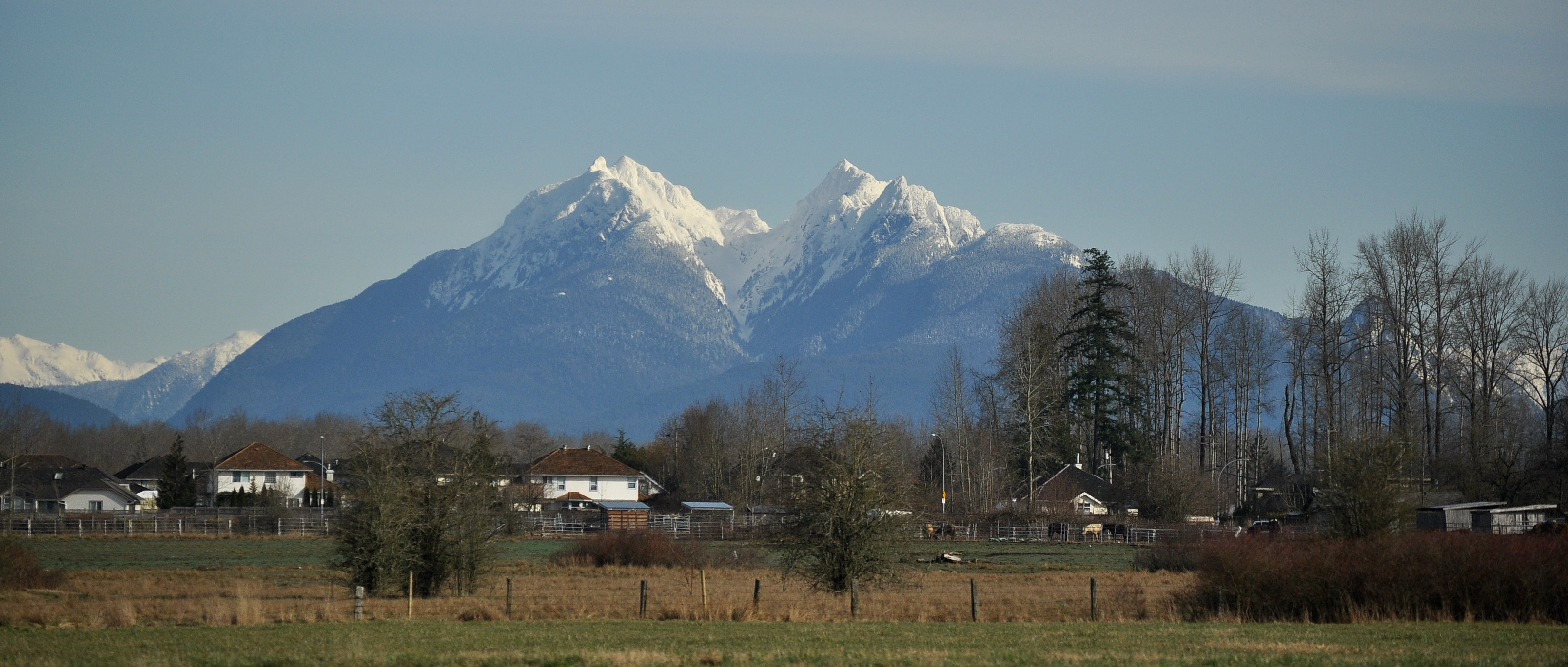
Голден Ірс (Британська Колумбія)
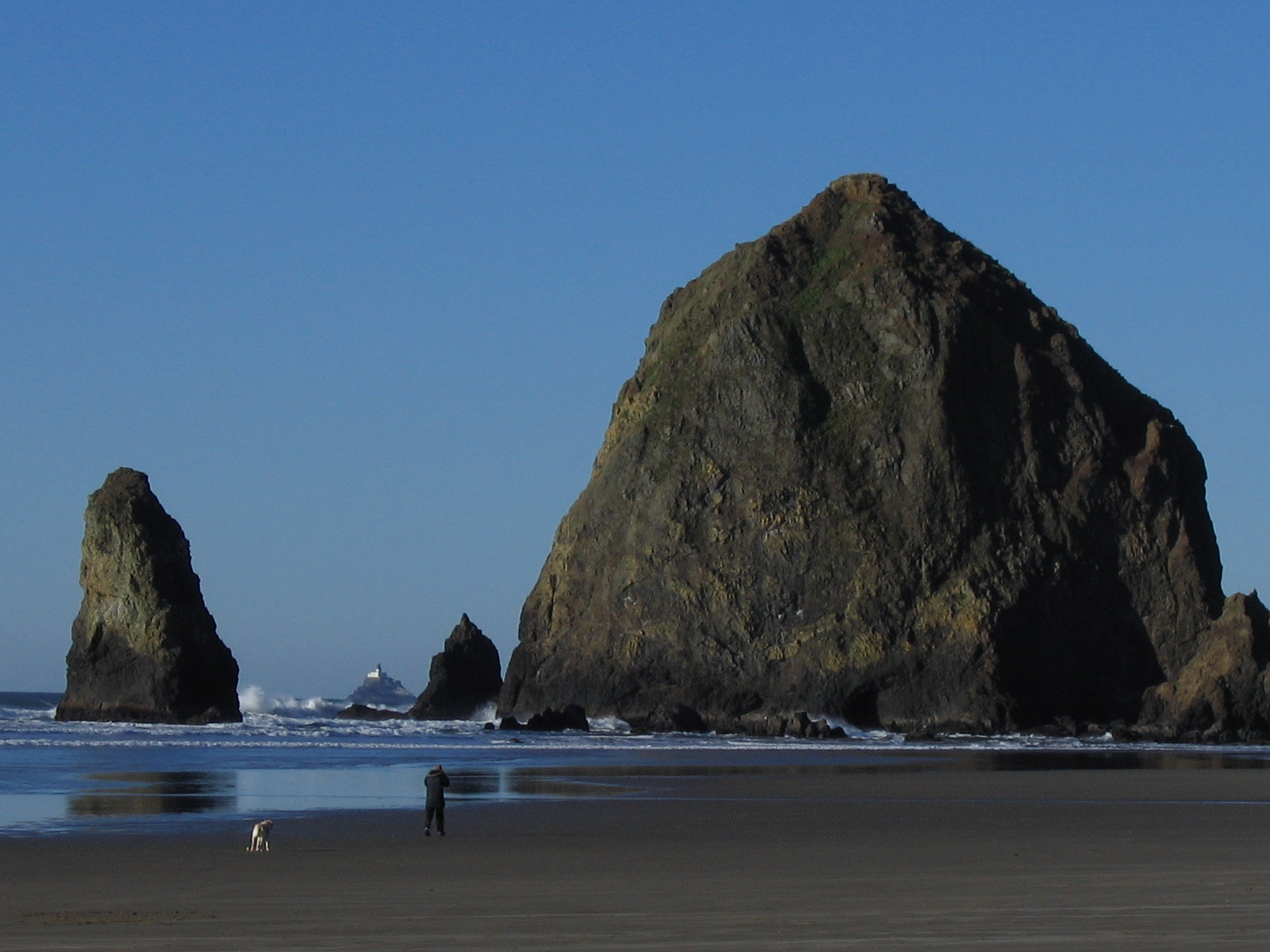
Скеля Гейстек-рок (Орегон)